# Bruzual
Bruzual es una ciudad en el estado Apure Venezuela, que además es la capital del municipio Muñoz. Bruzual, o Manga Angulera en su fundación, fue fundada frente al río Apure, sobre lo que fue un hato; esta ciudad para 1800 creció y fue elevada a categoría de centro poblado de importancia relativa, y actualmente es un importante paso para llegar a otras ciudades como Guasdualito, Elorza y poblaciones menores. Según el censo de 2018, tiene una población de 7914 habitantes y cubre un área de 1.778 km².
El nombre Bruzual proviene del «Soldado sin Miedo» General Manuel Ezequiel Bruzual, puesto así por decisión de la asamblea Legislativa del Estado Apure, el 20 de agosto de 1872.

## Geografía
- Altitud: 75 m s. n. m.
- Latitud: 08.º 03' 07" N
- Longitud: 69.º 19' 45" O